# 대산의료재단 익산병원
익산병원은 비영리 의료법인으로 김재백 박사가 전액사재를 출연 설립하게 되었다. 전라북도 익산시에 설치된 종합병원이다.

## 연혁
- 2019년 진폐건강진단기관 지정
- 2018년 제7대 병원장 취임
- 2017년 특수건강진단기관 지정
- 2015년 인공신장실 개설
- 2012년 익산병원 증축 기공식
- 2009년 제2대 이사장 취임
- 2008년 중환자실,상급병실 리모델링
- 2005년 가정간호센터 개설
- 2001년 종합검진센터 개설
- 2000년 제일의료재단 설립, 초대 이사장 김재백 박사 취임
- 1999년 의료법인 설립 발기인 총회

## 운영
- 진폐건강검진